# Галяно Кастелферато
Галя̀но Кастелфера̀то (на италиански: Gagliano Castelferrato, на сицилиански Agghianu, Агиану) е малък град и община в южна Италия, провинция Ена, в автономен регион и остров Сицилия. Разположен е на 651 надморска височина. Населението на града е 3731 души (към 30 декември 2010 г.).